# Seaprose S
Seaprose S, conosciuto anche con il nome Orizin od Orizyn e Promelasi, è un enzima proteolitico prodotto ed isolato da Aspergillus Melleus ed altri ceppi, che catalizza la reazione proteolitica Bz-Arg-OEt --> Ac-Tyr-OEt. Questo enzima è un'endopeptidasi alcalina predominante extracellulare.
Viene utilizzato come farmaco per la sua azione proteolitica, ed antinfiammatoria.
In Italia è venduto dalla società farmaceutica Grunenthal Italia S.r.l. con il nome commerciale di Flaminase nella forma farmacologica di compresse gastroresistenti contenenti 30 mg di principio attivo.

## Farmacodinamica
Il meccanismo di azione di seaprose S non è stato ancora completamente chiarito.
L'azione antinfiammatoria è verosimilmente legata a un'attività di decomposizione delle bradichinine e probabilmente anche ad un'azione di tipo fibrinolitico, grazie alla quale viene ripristinata la normale permeabilità dei tessuti e pertanto viene contrastato l'edema.

Gli effetti di tipo mucolitico sono legati all'azione diretta dell'enzima sulla secrezione bronchiale: seaprose S determina una modificazione della struttura del muco, interagendo con la sua struttura polimerica fibrillare e riducendone la viscosità.

## Farmacocinetica
Dopo somministrazione per via orale seaprose S viene rapidamente assorbito dal tratto gastrointestinale.
Studi sperimentali hanno evidenziato l'esistenza di un sinergismo farmacocinetico fra seaprose S ed alcuni antibiotici, in particolare eritromicina. Questo sinergismo permette all'antibiotico di penetrare più facilmente ed in quantità maggiore nelle secrezioni bronchiali, il che comporta un evidente vantaggio terapeutico.

## Tossicologia
La DL50 nel topo e nel ratto per os risulta superiore a 5000 mg/kg. Se somministrato per via endoperitoneale la DL50 è rispettivamente di 26,42 mg/Kg e 26,67 mg/kg.

## Usi clinici
Il farmaco trova indicazione nel campo pneumologico come coadiuvante secretolitico in diversi disturbi respiratori acuti e cronici.
Nel campo ortopedico e traumatologico è utilizzato come antiedemigeno ed antiflogistico in caso di traumi contusivi, distorsioni, edemi ed ematomi post–operatori, fratture. 
È anche indicato come coadiuvante nel caso di processi di tipo tromboflebitico.
In passato è stato impiegato anche in campo odontoiatrico ed otorinolaringoiatrico per il trattamento di processi flogistici acuti e cronici (riniti, otiti, ascessi alveolo gengivali, parodontiti).

## Effetti collaterali ed indesiderati
In corso di trattamento con seaprose S sono stati segnalati effetti indesiderati a carico del tratto gastroenterico ed in particolare riduzione dell'appetito, nausea, vomito, dolore epigastrico ed addominale, pirosi gastrica, diarrea.
Meno frequentemente si sono verificate reazioni allergiche quali orticaria e dermatiti allergiche.

## Controindicazioni
Seaprose S è controindicato nei soggetti che presentano ipersensibilità nota al principio attivo oppure ad uno qualsiasi degli eccipienti utilizzati nella formulazione farmacologica.